# Дідьє Рацірака
Дідьє Ігнас Рацірака (4 листопада 1936, Ватомандрі — 28 березня 2021) — політичний і державний діяч держави Мадагаскар, президент Мадагаскару 1975—1993 і 1997—2002 років.

## Життєпис
Народився на сході острова Мадагаскар. За етнічною приналежністю — бецімісарака. Син великого малагасійського чиновника (у 1950-х батько — губернатор провінції Таматаве, сучасна Туамасіна).
Середню і спеціальну освіту отримав у Франції: 1960 закінчив ліцей у Парижі, 1963 — морехідне училище в місті Брест, в 1965—1969 — Інститут інженерів зв'язку і Вище військово-морське училище міста Тулон.
1963—1965 — служив у морському флоті Мадагаскару молодшим офіцером.
З 1972 р. (після падіння режиму президента Ф.Ціранани) Рацірака — міністр закордонних справ Мадагаскару.
З червня 1975 — голова Верховної Революційної Ради, з грудня 1975 — президент і верховний головнокомандувач збройних сил Мадагаскару. Оголосив курс на побудову соціалізму в Мадагаскарі, зблизився з комуністичними країнами, в першу чергу з СРСР, який відвідував багато разів.
Після розпаду СРСР змушений піти на демократизацію і програв президентські вибори 1993 р. Але через деякий час знову виграв вибори і був президентом у 1997—2002 рр. Потім знову програв президентські вибори і був усунутий від влади.